# ارنست کریسمس را نجات می‌دهد
ارنست کریسمس را نجات می‌دهد (انگلیسی: Ernest Saves Christmas) یک فیلم در ژانر کمدی به کارگردانی جان آر. چری سوم است که در سال ۱۹۸۸ منتشر شد. از بازیگران آن می‌توان به جیم وارنی، الیور کلارک، بیلی برد، گایلارد سارتاین، و جسی استون اشاره کرد. این فیلم سومین سری از سری فیلم‌های ارنست می‌باشد.